# 식스 플래그스 그레이트 어드벤처

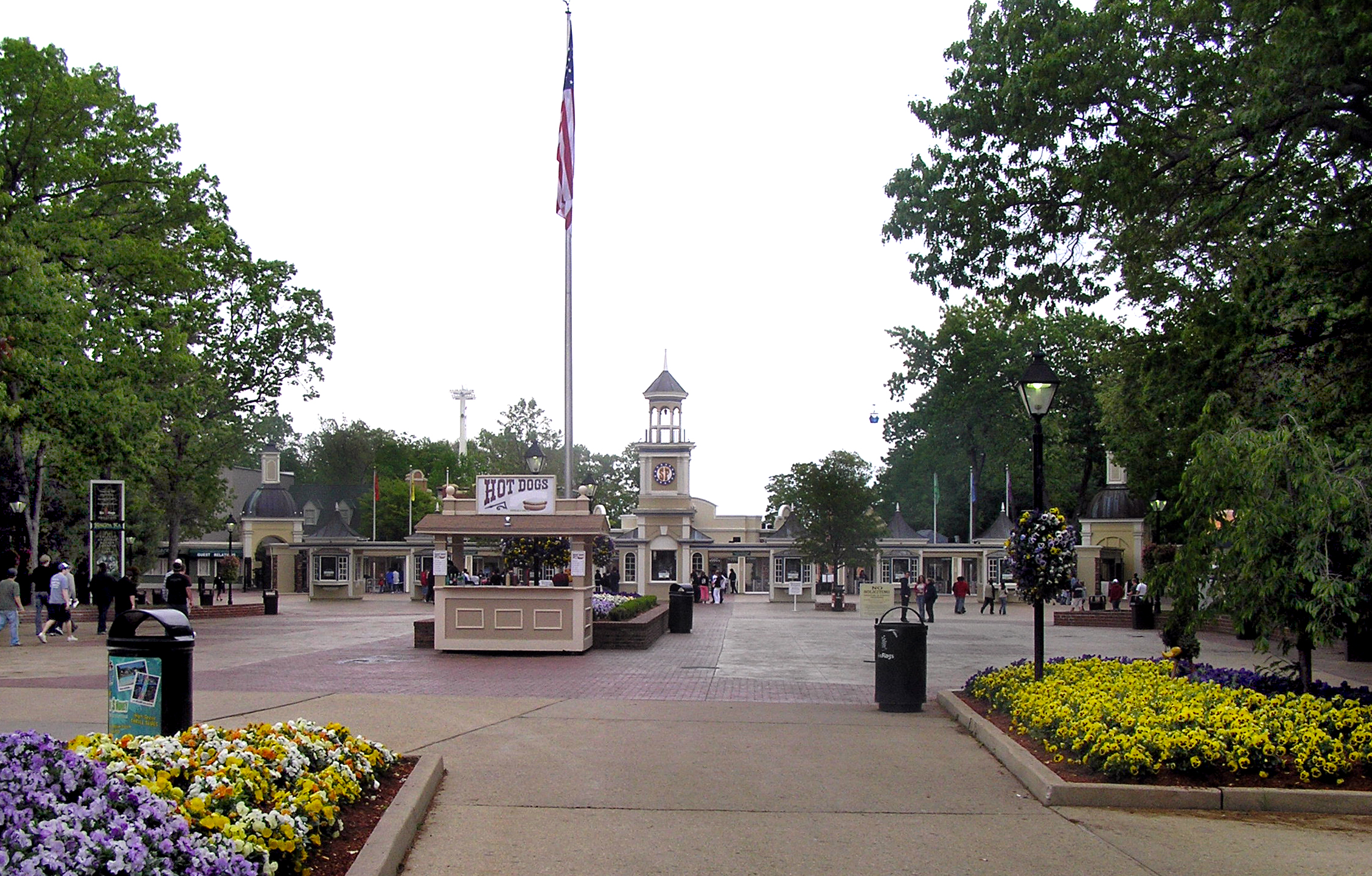

식스 플래그스 그레이트 어드벤처(Six Flags Great Adventure)는 미국 뉴저지주에 있는 놀이공원으로, 1974년 7월 1일에 개장하였다. 이 놀이공원은 매우 커다란 롤러코스터의 천국이라고도 부른다. 이곳은 세계에서 가장 높은 롤러코스터인 킹다 카가 있으며, 킹다카의 탑 레일은 어디서든 볼 수 있다. 식스 플래그스에 속하는 놀이공원이다.

## 기타
- PC 게임 롤러코스터 타이쿤 2에 이 공원을 토대로 한 시나리오가 포함되어있다.